# 草津市立玉川中学校
草津市立玉川中学校（くさつしりつたまがわちゅうがっこう）は、滋賀県草津市野路東3丁目にある公立中学校。略称は「玉中（たまちゅう）」。

## 概要
滋賀県草津市の南東部に位置する。1992年（平成4年）4月1日に草津市立老上中学校より分離開校し、2011年（平成23年）3月11日に発生した東日本大震災後は宮城県の塩竃市立玉川中学校との交流事業を行っている。2017年（平成29年）度からは3年連続で、修学旅行で実際に同校を訪ねて交流を深めた。

## 沿革
- 1991年（平成3年）
  - 4月 - 校舎建築着工に伴い、開校準備室を草津市教育委員会に設置する。
  - 8月 - 校名を「草津市立玉川中学校」とすることが決定する。
  - 10月 - 校章および制服（ブレザー型標準服）を制定する。
- 1992年（平成4年）
  - 3月 - 校舎が竣工する。
  - 4月1日 - 草津市立老上中学校より分離し、開校する。
  - 8月8日 - 校歌を制定する。
  - 11月26日 - 校訓の除幕式を行う。
- 2005年（平成17年）4月8日 - 障害児学級（情緒障害）を設置する。
- 2006年（平成18年）4月10日 - 障害児学級（知的障害）を設置する。
- 2010年（平成22年）11月8日 - パナソニック社長（当時）、高見和徳を迎えてスペシャル授業を開催。
- 2011年（平成23年）6月 - 東日本大震災により被災した塩竃市立玉川中学校に義援金やビデオレターなどを送る[1]。
- 2012年（平成24年）
  - 2月 - 塩竃市立玉川中学校からお礼の寄せ書きとビデオレターが届き、両校の交流事業が本格化する[1]。
  - 11月 - エレベーターを設置する。
- 2014年（平成26年）3月6日 - 卒業記念・塩竃市立玉川中学校交流記念植樹式を行う。
- 2015年（平成27年）2月12日 - ふたつの玉川中学校のための歌、「ひとつになる」の披露会を開催する。同曲の吹奏楽版は同年5月に完成した。
- 2017年（平成29年）6月8日 - 同年より修学旅行で塩竃市立玉川中学校を訪ね、交流を行う（※2019年（令和元年）開催分まで）。
- 2018年（平成30年）3月19日 - 塩竈市立玉川中学校との間でWebカメラで交流を行う。
- 2021年（令和3年）2月1日 - 給食配膳室の工事および中庭の改修工事が完了する。

（注記なき出典：）

## 基礎データ

### 象徴
- 校歌 - 作詞：南英市、作曲：市川壽郎[4]

### スローガン
- 校訓 - 自律・友愛・創造[2]
- 教育目標 - 学び合い、きたえ合う、活力のある学校づくり[2]
- スローガン - 生徒会により「玉中宣言」と「心のプロペラ」のスローガンが制定されている[2]。なお、「心のプロペラ」はいじめ防止活動に関する愛称を指す[2]。

## 部活動
以下の各部から成る。なお、吹奏楽部は2015年7月に滋賀県立芸術劇場 びわ湖ホールで開催した「ニューヨーク・シンボリック・アンサンブル」でニューヨーク・シンフォニック・アンサンブルと共演している。また、野球部は第41回全国中学校軟式野球大会（2019年開催）に出場している。
- 運動部 - 野球・サッカー・陸上・ソフトテニス・バレーボール（女）・バスケットボール
- 文化部 - 吹奏楽・美術・科学

## 学区
- 草津市立玉川小学校と草津市立南笠東小学校の校区全域[9]。

## アクセス
- JR琵琶湖線（東海道本線）南草津駅から帝産湖南交通。「玉川高校」停留所下車、徒歩約1分[10]。「桜ヶ丘北口」停留所下車、徒歩約4分[10]。